# LaTeX-Symbole

Die elf LaTeX-Symbole

Die LaTeX-Symbole sind ein Font mit elf zusätzlichen mathematischen Zeichen, der von Leslie Lamport, dem Autor von LaTeX, entworfen wurde. Die elf zusätzlichen Symbole sind vor allem in Lamports Spezialgebiet, der Logik, nützlich. Die LaTeX-Symbole sind Bestandteil aller LaTeX-Distributionen.
Die LaTeX-Symbole sind in METAFONT programmiert und unter einer freien Lizenz verfügbar.
In LaTeX 2.09 waren die LaTeX-Symbole per Voreinstellung vorhanden, in der heutigen Version LaTeX2e müssen sie mit dem Paket latexsym eingebunden werden. Da die AMS-Symbole die LaTeX-Symbole (oder ein funktional gleichwertiges Symbol) enthalten, gelten die LaTeX-Symbole heute als veraltet.